# 이영범
이영범(李映範, 1961년 10월 20일 ~ )은 대한민국의 배우이다.

## 생애
- 1981년 연극배우 첫 데뷔하였고 이듬해 1982년 MBC 15기 공채 탤런트로 데뷔하였다.
- 전부인은 노유정이다.

## 학력
- 중앙대학교 예술대학원 영상예술학 석사

## 출연작

### 드라마/시트콤
- 1983년 MBC 특별기획드라마 《조선왕조 오백년 - 추동궁 마마》
- 1983년 MBC 반공드라마 《3840 유격대》
- 1984년 MBC 특별기획드라마 《조선왕조 오백년 - 설중매》
- 1989년 MBC 미니시리즈 《황제를 위하여》 ... 황제의 어린 시절 역
- 1990년 MBC 특별기획드라마 《조선왕조 오백년 - 대원군》 ... 김병국, 전봉준 역
- 1991년 MBC 일요아침드라마 《한지붕 세가족》 ... 이용범 역
- 1992년 SBS 수목드라마 《궁합이 맞습니다》 ... 안응석 역
- 1993년 SBS 미니시리즈 《우리들 뜨거운 노래》 ... 정민 역
- 1993년 MBC 6.25특집극 《뜨거운 강》 ... 셋째 역
- 1993년 KBS 2TV 주말연속극 《청춘극장》 ... 신성호 역
- 1993년 MBC 2부작드라마 《서울 이야기》〈ep3. 외무사원〉
- 1994년 KBS 2TV 일일드라마 《밥을 태우는 여자》 ... 정우 역
- 1994년 MBC 미니시리즈 《아담의 도시》 ... 박세찬 역
- 1994년 KBS 2TV 아침드라마 《창밖에 부는 바람》
- 1995년 SBS 추리드라마 《이가사 크리스티》 ... 이가사의 사촌오빠 역
- 1995년 KBS 2TV 일요아침드라마 《개성시대》 ... 우민혁 역
- 1995년 SBS 시트콤 《LA 아리랑》 ... 박영범 역
- 1995년 SBS 8.15 특집극 《국화와 칼》
- 1996년 KBS 2TV 일요아침드라마 《귀여운 여자》 ... 석봉 역(중도하차)
- 1997년 SBS 드라마 스페셜 《모델》
- 1997년 MBC 청춘시트콤 《남자 셋 여자 셋》
- 1998년 SBS 주말극장 《로맨스》
- 1998년 MBC 아침드라마 《맏이》
- 1999년 SBS 청춘시트콤 《행진》 ... 교수 역
- 1999년 MBC 미니시리즈 《마지막 전쟁》
- 1999년 KBS 2TV 일요베스트 《훈수》
- 2000년 MBC 월요시트콤 《세 친구》
- 2000년 MBC 주말연속극 《사랑은 아무나 하나》 ... 김동국 역
- 2000년 SBS 청춘시트콤 《골뱅이》 ... 동양철학과 교수 영범 역
- 2000년 KBS 2TV 아침드라마 《내일은 맑음》
- 2000년 KBS 2TV 미니시리즈 《눈꽃》
- 2001년 MBC 설날특집극 《며느리들》
- 2001년 MBC 수목 미니시리즈 《반달곰 내 사랑》
- 2001년 SBS 부부시트콤 《허니 허니》 ... 양영범 역
- 2001년 MBC 주말연속극 《여우와 솜사탕》 ... 봉두철 역
- 2002년 MBC 가정의달특집극 《난 왜 아빠랑 성이 달라?》 ... 김현수 역
- 2002년 KBS 2TV 미니시리즈 《거침없는 사랑》 ... 태만 역
- 2002년 KBS 2TV 아침드라마 《색소폰과 찹쌀떡》 ... 강대풍 역
- 2003년 KBS 2TV 단막극 《드라마시티 - 꽃게장과 소시지》 ... 창호 역
- 2003년 KBS 2TV 청소년드라마 《성장드라마 반올림》 ... 욱의 부 역
- 2003년 SBS 특별기획 《완전한 사랑》 ... 박재우 역
- 2004년 MBC 특별기획 대하드라마 《영웅시대》 ... 천오국 역
- 2004년 EBS 일일연속극 《깡순이》 ... 준희 아빠, 민영호 역
- 2005년 EBS 수목연속극 《겨울아이》 ... 장달인 역
- 2005년 SBS 금요드라마 《꽃보다 여자》 ... 장 과장 역
- 2005년 KBS 2TV 어린이드라마 《641 가족》 ... 추수철 역
- 2006년 SBS 금요드라마 《나도야 간다》 ... 성효 역
- 2009년 SBS 대하사극 《자명고》 ... 을두지 역
- 2010년 SBS 월화드라마 《별을 따다줘》 ... 진세윤 역
- 2010년 KT스카이라이프 어린이드라마 《김치왕》 ... 김치국 박사 역
- 2012년 SBS 대기획 《대풍수》 ... 효명 역
- 2013년 KBS 2TV 월화드라마 《총리와 나》 ... 심성일 역
- 2013년 SBS 일일드라마 《잘 키운 딸 하나》 ... 장민석 역
- 2015년 TV조선 & tvN 단막극《위대한 이야기 - 이산가족 이야기 (TV조선) / 놓지 말자 정신줄 (tvN)》 ... 창만 역
- 2015년 SBS 심야드라마 《심야식당》 ... 음식평론가 역
- 2015년 네이버TV 웹드라마 《스타트러브》 ... 매장매니저 이영범 역 (특별출연)
- 2016년 KBS 2TV 저녁 일일드라마 《여자의 비밀》 ... 변일구 역
- 2019년 SBS 금토드라마 《열혈사제》 ... 마태오 신부 특별출연
- 2019년 KBS 2TV 저녁 일일드라마 《우아한 모녀》

### 영화
- 2009년 《19-Nineteen》 ... 류선재 역
- 2011년 《위험한 상견례》 ... 박남정 매니저 역
- 2015년 《오늘의 연애》 ... 군대조교 역
- 2017년 《왕을 참하라》 ... 김격 역
- 2020년 《마지막 휴가》 ... 오 부장 역

### 연극
- 2009년 《용서를 넘어선 사랑》
- 2010년 《휘가로의 결혼》

### 광고
- 1991년 동원F&B 동원양반김
- 1991년 세신실업 퀸센스
- 1991년 한미약품 써스펜좌약
- 1991년 일양약품 영비천골드
- 1991년 ~ 1992년 옥시레킷벤키저 옥시크린
- 1991년 ~ 1992년 대우자동차 티코
- 1992년 롯데햄 햄터치
- 1993년 LG전자 더블VTR
- 1993년 LG전자 아트비젼
- 1993년 LG생활건강 맛그린 쇠고기해물멸치양념
- 1993년 현대약품 시노카
- 1993년 롯데칠성음료 델몬트 헬스오렌지주스사과쥬스 선물세트
- 1996년 카이젤제빵기
- 1997년 ~ 1998년 두산주류백화양조 청하
- 1997년 ~ 1998년 한국케이블TV 방송협회 케이블TV
- 1998년 홈쇼핑텔레비전 39쇼핑
- 1998년 삼일제약 부루펜
- 1999년 kti 짠돌이폰
- 1999년 SK-Tellink에스케이-텔링크 SK국제전화00700
- 1999년 정교 정교수학
- 2000년 아모레퍼시픽 댄트롤닥터샴푸린스
- 2000년 ~ 2001년 한국존슨 그레이드터치후레쉬듀엣
- 2001년 일양약품 잔트락틴
- 2002년 농심 무파마
- 2004년 태창가족 쪼끼쪼끼
- 2004년 FnC코오롱 코오롱한국오픈
- 2005년 ~ 2006년 ~ 2007년 원캐싱

### 예능
- 1998년~2008년 KBS 《가족오락관》 게스트 다수 출연

### 라디오 프로그램
- 2015년 EBS 《EBS 책 읽는 라디오 낭독 시리즈》

### 마당놀이
- 2009년 : 《MBC 마당놀이 토정비결》

## 가족 관계
- 배우자 : 노유정 (1964년 11월 30일 ~ )
  - 아들 : 이성찬
  - 딸 : 이채린

## 경력
- 2007년 11월 유진벨재단 홍보대사
- 2005년 대덕대학교 연기예술과 초빙교수

## 수상
- 1996년 SBS 연기대상 인기상
- 2000년 SBS 연기대상 시트콤 연기상
- 2010년 제3회 우람청소년문학상 특별상